# Sobór Zaśnięcia Bogurodzicy i Wszystkich Świętych w Londynie
Sobór Zaśnięcia Bogurodzicy i Wszystkich Świętych (ang. Cathedral of the Dormition of the Mother of God and All Saints) – katedra eparchii suroskiej Rosyjskiego Kościoła Prawosławnego. Znajduje się w dzielnicy Londynu, Knightsbridge, przy ulicy Ennismore Gardens.
Początkowo świątynia anglikańska (pod wezwaniem Wszystkich Świętych); w 1955 przekazana prawosławnym i w grudniu 1956 wyświęcona pod wezwaniem Zaśnięcia Bogurodzicy.
Sobór został zbudowany w latach 1848–1849 i zaprojektowany przez Lewisa Villiamy'ego, restauracje i dodatki w latach 1887–1897 według projektu Townsenda. Świątynia wybudowana z cegły z kamienną zachodnią fasadą. Budowla reprezentuje styl włosko-romański. Kościół bazylikowy z dobudowanymi nawami bocznymi, apsydą, balkonami z trzech stron, kampanilą przy południowo-zachodnim narożniku. Fasada zachodnia mieszcząca szczytową kruchtę z marmurowymi kolumnami pośrodku; nad nią okno rozetowe, pozostałe okna łukowe. Wnętrze z bardzo wysokimi kolumnami korynckimi, małe clerestorium; dekoracje obejmujące murale, itd., wykonane przez Heywooda Sumnera.
W latach 2014–2016 świątynię gruntownie wyremontowano. Po zakończeniu prac, sobór został poświęcony 16 października 2016 przez patriarchę moskiewskiego i całej Rusi Cyryla, podczas jego wizyty w Wielkiej Brytanii w związku z obchodami 300-lecia obecności rosyjskiego prawosławia w tym państwie.